# Banhèras de Bigòrra
Banhèras de Bigòrra (occità) o Bagnères-de-Bigorre (francès) és un municipi de França al departament dels Alts Pirineus, a la regió d'Occitània. És sotsprefectura del departament. Limita al nord-oest amb Labassèra, al nord amb Posac i Trebons, al nord-est amb Ordisan, Merlhèu i Ciutat, a l'est amb Usèr i Lias, al sud amb sud amb Beudian i Campan, i al sud-est amb Gerda i Astèr.

## Demografia
| Evolució de la població Cassini i INSEE |       |       |       |       |       |       |       |       |
| 1793                                    | 1800  | 1806  | 1821  | 1831  | 1836  | 1841  | 1846  | 1851  |
| 4 440                                   | 5 656 | 6 001 | 6 834 | 7 586 | 8 108 | 8 448 | 8 467 | 8 485 |

| 1856  | 1861  | 1866  | 1872  | 1876  | 1881  | 1886  | 1891  | 1896  |
| ----- | ----- | ----- | ----- | ----- | ----- | ----- | ----- | ----- |
| 8 885 | 9 169 | 9 433 | 9 464 | 9 508 | 9 498 | 9 248 | 8 638 | 8 837 |

| 1901  | 1906  | 1911  | 1921  | 1926  | 1931  | 1936  | 1946  | 1954   |
| ----- | ----- | ----- | ----- | ----- | ----- | ----- | ----- | ------ |
| 8 671 | 8 591 | 8 455 | 8 261 | 8 880 | 9 211 | 8 633 | 9 941 | 11 044 |

| 1962   | 1968   | 1975  | 1982  | 1990  | 1999  | 2006 | 2011 | 2016 |
| ------ | ------ | ----- | ----- | ----- | ----- | ---- | ---- | ---- |
| 10 314 | 10 216 | 9 947 | 9 242 | 8 424 | 8 048 | -    | -    | -    |

| 2019 | - | - | - | - | - | - | - | - |
| ---- | - | - | - | - | - | - | - | - |
| -    | - | - | - | - | - | - | - | - |

## Administració
| Període   | Identitat        | Partit |
| --------- | ---------------- | ------ |
| 1965-1977 | André de Boysson | RI     |
| 1977-1989 | Eugène Toujas    | PCF    |
| 1989-     | Roland Castells  | AC     |